# Ваганова Ганна Іванівна
Ганна Іванівна Ваганова (22 лютого 1922, Копейськ, — 19 червня 1994) — передовик виробництва, слюсар Жовтневого відділення Решетилівського районного об'єднання «Сільгосптехніка», Полтавська область, Українська РСР. Герой Соціалістичної Праці (1971).

## Біографія
Народилася 22 лютого 1922 року в робітничій сім'ї в місті Копейськ. Осиротіла в ранньому віці. Виховувалася в дитячому будинку. В 1940 році закінчила школу ФЗУ, після чого працювала машиністом електровоза у місті Сатка Челябінської області.
З 1944 року проживала в Україні в селищі Жовтневе Решетилівського району, де працювала в Жовтневому відділенні підприємства «Сільгосптехніка» Решетилівського району. Займалася ремонтом автомобільної та сільськогосподарської техніки. У 1971 році була удостоєна звання Героя Соціалістичної Праці «за видатні здобутки, досягнуті в розвитку сільськогосподарського виробництва і виконання п'ятирічного плану продажу державі продуктів землеробства і тваринництва».
Обиралася делегатом XXIII з'їзду КПРС.
У 1979 році вийшла на пенсію.

## Нагороди
- Герой Соціалістичної Праці — указом Президії Верховної Ради СРСР від 8 квітня 1971 року
- Орден Леніна
- Медаль «За трудову доблесть»